# Mumu

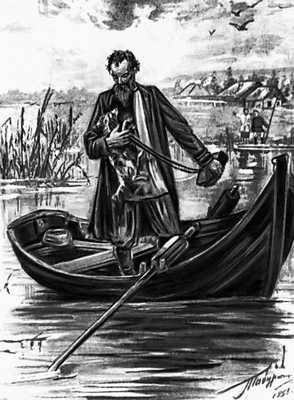
Grawiura do Mumu z ilustracji Władimira Taburina

Mumu, ros. Муму́ – opowiadanie Iwana Turgieniewa, napisane w 1852 roku. Zostało opublikowane w czasopiśmie Sowriemiennik w 1854 roku. Głównymi bohaterami utworu są głuchoniemy stróż Gierasim i jego pies – suka Mumu.

## Okoliczności powstania utworu
W 1852 roku zmarł Nikołaj Gogol. Turgieniew napisał patetyczny nekrolog, który został opublikowany w gazecie Moskowskije wiedomosti. Za tę publikację Turgieniewa aresztowano, choć nekrolog według słów pisarza nie zawierał nic, co mogłoby zostać uznane za postawę do zatrzymania. W rzeczywistości powodem do aresztu były wydane wcześniej Zapiski myśliwego i stosunek władz do twórczości Gogola. W areszcie Turgieniew napisał opowiadanie Mumu, w którym przedstawił autentyczne wydarzenia z życia swojej matki i jej służby, nieco je przekształcając. Opowiadanie zostało opublikowane w czasopiśmie Sowriemiennik w 1854 roku.

## Charakterystyka dzieła
Za miejsce akcji opowiadania Turgieniew wybrał dwór na przedmieściach Moskwy. Głównym wątkiem fabuły jest narastający konflikt pomiędzy dziedziczką i jej służącym Gierasimem, którego ofiarą padła Mumu. Gierasim i jego pies to para bohaterów, która odzwierciedla kulturowe opozycje: człowiek – zwierzę, rozum – instynkt, kultura – przyroda. Dzięki umieszczeniu zwierzęcia obok człowieka autor wyeksponował charakterystyczne cechy mieszkańców dworu.
Turgieniew uczynił stróża głuchoniemym, przez co  zderzył obie warstwy, ukazując kontrast pomiędzy światami despotki-dziedziczki i pokornego Gierasima. Miało to za zadanie wzbudzić współczucie w czytelniku dla niezaradnego stróża, który został zmuszony do podejmowania decyzji wbrew sobie oraz przekazanie idei filantropijnych. Wbrew zamierzeniom autora krótkotrwały bunt głównego bohatera i ostateczne poddanie się wyrokowi losu zostały odczytane jako nawiązanie do haseł słowianofilów, wyrażających pochwałę religijności i uległości chłopów.
Opowiadanie Mumu posiada cechy charakterystyczne dla literatury realizmu. Występuje w nim duża liczba bohaterów. Każda postać ludzka, prócz dziedziczki, ma imię i otczestwo. Wyjątek stanowią Gierasim i Tatjana. Wszyscy bohaterowie są przedstawieni szczegółowo, znane są ich przeszłość i dalsze losy. Interpretacja zachowań postaci nie jest jednoznaczna, co wyróżnia Turgieniewa na tle innych pisarzy drugiej połowy XIX wieku. Pisarz zastosował dwie warstwy stylistyczne. W opisach dziedziczki i jej faworytek użył satyrycznej groteski w stylu Gogola, natomiast podczas tworzenia postaci Gierasima sięgnął po poetykę, właściwą dla Biednych ludzi Fiodora Dostojewskiego.

## Streszczenie

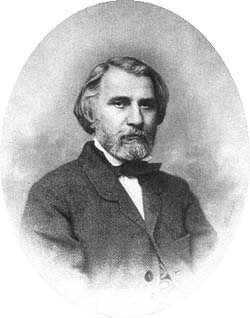
Iwan Turgieniew (fot. poł. XIX wieku)

Na obrzeżach Moskwy mieszkała samotnie dziedziczka-wdowa. Służył u niej głuchoniemy od urodzenia Gierasim, chłop pańszczyźniany, wzięty do miasta ze wsi z powodu swojej potężnej budowy ciała i siły. Po przyjeździe do Moskwy Gierasim długo przyzwyczajał się do towarzystwa innych ludzi. Praca w mieście wydała mu się lekka w porównaniu do robót na wsi. Do jego obowiązków należało zamiatanie, dostarczanie wody i stróżowanie. Mieszkał w małym pokoiku nad kuchnią.
Stara dziedziczka miała liczny dwór. Do jej służby należała dwudziestoośmioletnia praczka pokorna i zalękniona Tatjana, której uroda wyblakła na skutek ciężkiej pracy na wsi przed przyjazdem do Moskwy. Gierasim budził w niej niepokój. Unikała go, a, gdy musiała wyjść na dwór, starała się nie wchodzić mu w drogę. Gierasim natomiast z czasem zakochał się w niej. Pewnego razu wręczył jej kupionego na jarmarku piernikowego kogucika. Od tej pory szukał sposobu, aby ją zobaczyć i dać jakiś upominek. Służba drwiła z Tatjany, Gierasima pozostawiła w spokoju. Gdy pewnego dnia podczas obiadu przełożona służby zbeształa Tatjanę, Gierasim podniósł się zza stołu, popatrzył na krzywdzicielkę ukochanej i położył jej na głowie rękę, kobieta pokornie schyliła głowę i usiadła. Przełożona, udając, że mdleje, wyszła następnie z jadalni i poskarżyła się dziedziczce na stróża. Właścicielka tylko roześmiała się i następnego dnia wysłała Gierasimowi monetę. Stróż bronił także Tatjany przed zalotami szewca pijaka Kapitona Klimowa.
Gierasim bał się dziedziczki, lecz wierzył w jej przychylność do siebie. Miał zamiar poprosić ją o pozwolenie na ślub z Tatjaną, czekał tylko na obiecany przez odźwiernego nowy kaftan, w którym mógłby udać się do właścicielki. W tym czasie dziedziczka postanowiła ożenić szewca Kapitona. Zarządca Gawriło Andrieicz na pannę młodą wybrał Tatjanę. Aby zniechęcić Gierasima do Tatjany, rozkazał jej udawać przed stróżem podchmieloną. Plan powiódł się. Gierasim z pogardą zaciągnął "pijaną" Tatjanę do kuchni i cisnął ją w objęcia Kapitona. Następnie zamknął się na całą dobę w swoim pokoiku, gdzie mruczał smutne pieśni. Po tym wydarzeniu Gierasim stał się bardziej ponury, ale dalej przykładnie wykonywał swoje obowiązki.
Rok po weselu Kapiton został odesłany z żoną na wieś, nie nadawał się do pracy z powodu pijaństwa. Na pożegnanie Gierasim podarował Tatjanie czerwoną papierową chusteczkę. Odprowadził małżeństwo do mostu. Wracając, zauważył w wodzie tonącego białego szczeniaka z czarnymi łatkami. Wyciągnął go z rzeki i zabrał do siebie, gdzie urządził mu posłanie ze słomy i nakarmił mlekiem. Uratowany pies okazał się suką hiszpańskiej rasy, która pod opieką Gierasima szybko wydobrzała. Stróż wołał na nią Mumu, służba nazywała suczkę Mumunią. Pies przywiązał się do swego zbawcy. Co rano Mumu budziła właściciela, prowadziła do niego starą klacz, na której wożono wodę, szła z nim nad rzekę, warowała przy miotłach i łopatach, strzegła jego pokoiku. W nocy szczekała, gdy wyczuwała obcych. Nigdy nie wchodziła do domu dziedziczki, czekając pod drzwiami, aż Gierasim wykona tam swoje obowiązki.
Pewnego dnia dziedziczka, siedząc przy oknie, dostrzegła Mumu. Kazała przyprowadzić psa do salonu. Po nieudanej próbie złapania psa służący Stiepan udał się do Gierasima i wyjaśnił mu na migi, że pani rozkazała przynieść Mumu. Ten wziął ją na ręce i przekazał Stiepanowi. Gdy dziedziczka chciała pogłaskać przestraszoną Mumu, suka wyszczerzyła zęby. Pies został wyrzucony na podwórko, a właścicielka mściła się na służących. Następnego ranka wezwała zarządcę i poskarżyła się, że jakiś pies przeszkadzał jej w nocy spać. Kazała pozbyć się Mumu z posiadłości. Stiepan złapał Mumu i zaniósł ją sprzedać na targu. Gierasim próżno szukał psa na terenie posiadłości i w mieście. Z tego powodu zaniedbał swoje obowiązki. Na drugą noc pies powrócił.
Gierasim postanowił zostawiać Mumu w pokoju w dzień i wyprowadzać na dwór w nocy. Nie wiedział, że podczas jego nieobecności pies szczekał. Służba przymykała na to oczy. Pewnej nocy po spacerze Mumu obszczekała kręcącego się obok posiadłości pijaka. Hałas obudził  dziedziczkę. Na polecenie zarządcy kilku służących bez powodzenia próbowało włamać się do pokoiku Gierasima. W końcu stróż obiecał sam pozbyć się psa. Godzinę później Gierasim w świątecznym ubraniu wyprowadził Mumu na sznurku. Udał się do karczmy, gdzie zamówił dla niej barszcz z mięsem i chleb. Podczas gdy pies jadł, z oczu Gierasima kapały łzy. Następnie stróż skierował się w stronę rzeki. Z przybudówki przy drodze zabrał dwie cegły. Na przystani wszedł z Mumu do łódki i popłynął za miasto. Tam na środku rzeki przywiązał do smyczy cegły i wrzucił Mumu do wody.
Gierasim nie powrócił do domu właścicielki. Po cichu przedostał się do swojego pokoiku, zabrał rzeczy i udał się do rodzimej wsi, gdzie rozpoczynała się pora sianokosu i potrzebowano robotników. Uciekiniera Gierasima szukała moskiewska policja. Dziedziczka najpierw rozgniewała się, następnie rozpłakała się i wmawiała wszystkim, że nigdy nie wydawała rozkazu pozbycia się Mumu. Uspokoiła się, gdy nadeszła wiadomość o miejscu pobytu Gierasima. Początkowo za wszelką cenę pragnęła sprowadzić stróża z powrotem, jednak potem stwierdziła, że nie potrzebuje niewdzięczników. Gierasim mieszkał na wsi, nie ożenił się. Pracował sumiennie, unikał kobiet i nigdy już nie miał psa.

## Charakterystyka bohaterów

### Gierasim
Głównym bohaterem opowiadania jest Gierasim. Pierwowzorem dla stworzenia postaci był Andriej Niemoj, stróż matki pisarza, Warwary Pietrowny. Gierasim miał ogromny wzrost i siłę fizyczną. Większą część życia spędził na wsi. Na rozkaz dziedziczki został zabrany do Moskwy. Był głuchoniemy, co ograniczało jego kontakty ze środowiskiem, w którym się znalazł. Nie był jednak postacią ograniczoną z powodu swojej niepełnosprawności. Wraz z rozwojem akcji ukazywała się głęboka emocjonalność jego natury i wewnętrzna siła.
W atmosferze panującej wśród służących dziedziczki zawiści i pochlebstwa zrodziła się miłość Gierasima do cichej i pokornej praczki Tatjany. Głuchoniemy okazywał uczucie do praczki poprzez uczynki. Przy spotkaniach z Tatjaną uśmiechał się do niej i coś pieszczotliwie mruczał, dawał jej w prezencie piernik lub wstążkę. Gdy nie miał upominków, zamiatał przed nią ulicę. Pilnował, aby nie stała się jej żadna krzywda. Miłość głuchoniemego na pierwszy rzut oka wydaje się być prymitywna, jednak im głębiej poznaje się bohatera, tym bardziej widać całą jej złożoność. Składa się na nią współczucie do jej losu, zrozumienie jej wyjątkowości, pragnienie uczynienia jej życia łatwiejszym i bardziej godnym.
Stróż musiał pogodzić się z utratą ukochanej. Pozwolił sobie na wyrażenie żalu tylko jeden raz, nucąc przez noc smutne pieśni w zamkniętym pokoiku. Swoją niespełnioną miłość Gierasim przeniósł na uratowanego psa – jedyną istotę, która przywiązała się do stróża i nie uciekała przed jego uczuciami. Przywiązanie do Mumu miało społeczno-psychologiczne podłoże. Gierasim tęsknił oderwany od swojego naturalnego środowiska. Jego marzenia o miłości zostały zburzone przez dziedziczkę. Pogodziwszy się z tym, że nie znajdzie ujścia swoim uczuciom wśród ludzi, przelał je na psa.
Bunt Gierasima przeciwko dziedziczce rozpoczął się w momencie, gdy otworzył drzwi swojego pokoiku przed nacierającymi służącymi, domagającymi się pozbycia się Mumu. Stróż patrzył na podłą świtę właścicielki, stojąc nieruchomo na progu mieszkania. Nagle otrząsnął się i z pomocą gestów dał znać, że osobiście pozbędzie się psa. Na podejrzenia służącego Gawriły o kłamstwo odpowiedział pogardliwym spojrzeniem i uderzeniem pięścią w pierś.
Krytycy różnie interpretują scenę pozbycia się przez Gierasima Mumu i późniejszej ucieczki stróża z miasta bez pozwolenia właścicielki. Niektórzy upatrywali w tym uczynku manifestację przeciwko prawu pańszczyźnianemu. W takim przypadku jednak byłoby niezrozumiałe, dlaczego Gierasim okrutnie postąpił z Mumu. Najbliżej odpowiedzi na pytanie, dotyczącego zachowania głuchoniemego, był prawdopodobnie Aksakow, twierdząc, że Turgieniew poprzez stworzenie obrazu Gierasima opisał najbardziej charakterystyczne cechy narodu rosyjskiego: siłę i pokorę.

### Mumu

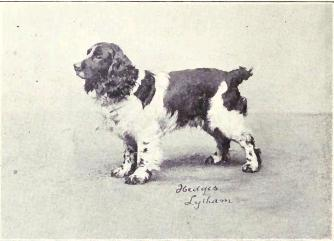
Cocker spaniel (1915)

Mumu była ładną suką z długimi uszami, puszystym stojącym ogonem oraz wyrazistymi oczami i stopem; miała pół arszyna wzrostu. W opowiadaniu Mumu została nazwana psem rasy hiszpańskiej. W predrewolucyjnej Rosji pies tej rasy był określany terminem cavalier king Charles spaniel. Nieskażony przedstawiciel tej rasy miał trójkolorowe umaszczenie. Maść Mumu natomiast była biała z czarnymi łatkami. Taki okras z punktu widzenia hodowcy mógł zostać uznany za wadliwy. Prawdopodobnie dlatego, będąc szczeniakiem, jako jedyna z tego samego miotu została wrzucona do wody.
Mumu znalazła się w centrum konfliktu Gierasima z dziedziczką. Stała się także przyczyną zakłócenia spokoju posiadłości. Z powodu braku dokonania przez Gierasima wyboru między dziedziczką a Mumu konflikt został rozwiązany niekorzystnie dla psa. Gdy bunt stróża przeciwko dziedziczce dojrzał, było za późno.

### Dziedziczka
Dziedziczka została przedstawiona jako typowa reprezentantka swojego środowiska: władcza i kapryśna. Nie obchodziły jej losy własnych poddanych. Folgując swoim zachciankom, sprowadziła na dwór Gierasima, nieprzystosowanego do życia w mieście. Wymyśliła, że małżeństwo może wyleczyć pijaka Kapitona Klimowa z nałogu. Przy tym z przyjemnością wąchała tabakę, która prawdopodobnie obchodziła ją bardziej niż Kapiton i jego problemy. Zachowanie przyniesionej do salonu Mumu ją rozdrażniło. Była przyzwyczajona do tego, że wszyscy dookoła spełniali jej zachcianki. W kilka minut potrafiła diametralnie zmienić swój stosunek do psa: od zachwytu do niechęci, którą wyrażała poprzez utyskiwanie na służbę. Wydawało się, że była zadowolona, gdy Stiepan rozwiązał problem Mumu, sprzedawszy ją na targu, lecz, gdy kilka dni później pies powrócił i obudził ją szczekaniem, udała przed służącymi zagonioną i bezsilną, aby pozbyć się Mumu na zawsze.

### Tatjana
Ukochana Gierasima została opisana jako niegdyś piękna dwudziestoośmioletnia kobieta małego wzrostu, szczupła blondynka z pieprzykiem na lewym policzku, który był uważany za zły omen. Przez całe życie Tatjana ciężko pracowała za niską płacę, nigdy nie była chwalona. Do jej obowiązków należało pranie delikatnej bielizny dziedziczki. Była usłużna, śmiertelnie bała się właścicielki, choć prawie nigdy jej nie widywała. Nie wiadomo, dlaczego Gierasim zakochał się w Tatjanie, czy dlatego że miała pokorny wyraz twarzy, czy dlatego że miała delikatne i nieśmiałe ruchy. Kapiton natomiast zalecał się do niej z powodu jej pracowitości i uległości.
W rozmowie z lokajem dziedziczki, Gawriłą Andrieiczem, o tym, że została przeznaczona na żonę dla szewca Kapitona, Tatjana odpowiadała słowem słucham się. Nie wyraziła swojego protestu i nie zdradziła jakichkolwiek uczuć do szewca, ani do stróża. Potwierdziła jedynie domysły Gawriły, że Gierasim zabije Klimowa, gdy dowie się o planach wydania jej za mąż. Później w pralni rozpłakała się, ale szybko utarła łzy i wzięła się do pracy. Gdy służba postanowiła zniechęcić Gierasima do Tatjany, długo nie zgadzała się na odegranie przed stróżem pijanej, ale ostatecznie uległa namowom. Rok po ślubie Tatjana wraz z  mężem została odesłana na wieś. Przy pożegnaniu jej obojętność wobec losu przełamała się. Roniąc łzy, pocałowała Gierasima trzy razy.

### Kapiton Klimow
Klimow był szewcem. Uważał się za człowieka wykształconego i niedocenianego. Z tego powodu pił i rozrabiał. W myślach zbywał uwagi przełożonego odnośnie do swojego wyglądu i zachowania. Bał się Gierasima od momentu, gdy ten zabronił mu zalecać się do Tatjany. Dramatyzował swoją sytuację po rozmowie o planach ożenku Gawriłą Andrieiczem. Z tego powodu upił się i oznajmił, że pozostało mu tylko popełnić samobójstwo. Po roku małżeństwa ostatecznie pogrążył się w nałogu. Gdy go dziedziczka postanowiła wysłać na wieś, chwalił się, że nie zginie tam, jednak później załamał się.

### Postacie drugoplanowe
Gawriła Andrieicz, główny lokaj dziedziczki, zawsze miał własne zdanie, jednak nigdy nie wyrażał go w obecności właścicielki, unikał odpowiedzialności za niedopilnowanie pozbycia się Mumu. Przymknął oczy na powrót psa do domu, mając nadzieję, że dziedziczka o tym nie dowie się. Wraz z rezydentką właścicielki, Lubowią Lubimowną, podkradał cukier i suchary. Odnosił się z szacunkiem do swojej żony, Ustinji Fiodorowny.
Do innych postaci drugoplanowych należeli: stary zarządca zapasami dziedziczki, Wuj Chwost, cieszący się poważaniem wśród służby, choć rzadko potrafił jasno wyrazić swoje myśli, przełożona służących, która nie znosiła protestów i skarżyła się dziedziczce na jej podwładnych, wścibski forejtor Antipka, który donosił przełożonym o zachowaniu Gierasima, rezydentka Lubow Lubimowna, przebywająca cały czas przy dziedziczce i zdominowana przez swoją panią, co nie przeszkadzało jej na spółkę z Gawriłą Andrieiczem okradać właścicielkę, usłużny odźwierny Stiepan, starannie i szybko wykonujący wszystkie polecenia dziedziczki i Gawriły Andrieicza, oraz ogrodnik Jeroszka, który miał za zadanie pilnować, aby Gierasim spełnił swoją obietnicę pozbycia się Mumu.

## Odbiór utworu
Jeszcze przed wydaniem Mumu treść opowiadania poznali przyjaciele i bliscy pisarza. Utwór wywarł na nich silne wrażenie. Podejmowali próby jego analizy, ustalenia pierwowzorów postaci, szukali podstaw współczucia Turgieniewa do głównego bohatera opowiadania. Po opublikowaniu krytycy różnie interpretowali przekaz utworu. Jeden z recenzentów Panteonu odnotował, że opowiadanie ukazuje jedynie prostą historię miłości głuchoniemego stróża do psa, który zginął na skutek kaprysu dziedziczki. Krytyk Iwan Aksakow analizował utwór z punktu widzenia ogólnonarodowego. Uważał, że Gierasim jest personifikacją silnego a jednocześnie pokornego narodu rosyjskiego. Aleksandr Hercen interpretował opowiadanie w aspekcie społeczno-historycznym. Według niego Turgieniew odważył się zajrzeć do ciasnego pokoiku niewolnika Gierasima i mistrzowsko opisać jego nieludzkie cierpienie.
Mumu jest lekturą szkolną w niektórych krajach byłego ZSRR. Jedenasto-, dwunastoletni uczniowie najczęściej odbierają utwór na poziomie naiwnego realizmu bez uwzględnienia tła historycznego, w którym wydarzenia z Mumu zostały umieszczone. Próbują znaleźć własną interpretację. Dramatyzm opowiadania tłumaczą okrucieństwem dziedziczki lub brakiem zdecydowania i bystrości Gierasima. Podobny stosunek do utworu mieli czytelnicy końca XIX wieku.